# Johann Christian Barth (Bergrat)
Johann Christian Barth († 1759) war ein deutscher Bergrat und Entdecker des Hayner Blau und des Hayner Grün.

## Leben
Im Jahr 1743 entdeckte der Advokat und spätere Bergrat Johann Christian Barth in Zusammenarbeit mit einem Färber das Hayner Blau und das Hayner Grün. Dafür erhielt er einen Preis und den Titel eines kursächsischen Bergrats. Das Hayner oder Sächsisch Blau stellte er durch Behandlung von natürlichem Indigo mit Schwefelsäure her.
1748 wurde das Rezept bei der Leipziger Ostermesse von Unbekannten an einen potentiellen Nutzer verkauft. Im Jahr 1763 gründete Barths Sohn, Hofkommissar Johann Carl Barth, die Großenhainer Kattunfabrik. 1774 kaufte Christian Gottlob Frege die Kattunfabrik, die spätere Lautex.